# عمر خلیل
عمر خلیل (عربی: عمر خليل؛ زادهٔ ۸ مارس ۱۹۷۷) بازیکن فوتبال اهل فلسطین بود.
از باشگاه‌هایی که در آن بازی کرده است می‌توان به باشگاه ورزشی المجد، باشگاه ورزشی المحافظه، باشگاه ورزشی حطین، باشگاه ورزشی الجیش (سوریه)، و باشگاه ورزشی الوحده (سوریه) اشاره کرد.
وی همچنین در تیم‌های ملی فوتبال زیر ۲۰ سال سوریه و فلسطین بازی کرده است.